# Walerian Kwiatkowski
Walerian Kwiatkowski (ur. 1897 w Krasnopolu, zm. 1974 w Londynie) – polski historyk, pedagog. 

## Życiorys
Nauczyciel w Korpusie Kadetów we Lwowie oraz Gimnazjum im. Adama Mickiewicza w Wilnie. Podczas okupacji sowieckiej w Wilnie działacz konspiracyjny. Pracował także w redakcji „Tygodnika APW”. Od 1922 prowadził badania nad filologią ukraińską, studiował historię na Uniwersytecie Warszawskim, w 1927 uzyskał stopień magistra filozofii, a w 1930 doktora filozofii. Po zakończeniu II wojny światowej pozostał na emigracji w Wielkiej Brytanii, od 1949 do 1953 pracował w szkolnictwie Komitetu Oświaty dla Polaków. W 1954 habilitował się z zakresu filologii słowiańskiej na Polskim Uniwersytecie na Obczyźnie, w 1956 został tam profesorem nadzwyczajnym. Walerian Kwiatkowski był autorem wielu książek i opracowań historycznych m.in. Walka o wolność i potęgę Polski : z dziejów lat 1863–1930, Wyspiański, Bandurski, Piłsudski: trzy odczyty o Wyspiańskim, Polska Marszałkowi Józefowi Piłsudskiemu. Członek Polskiego Towarzystwa Naukowego na Obczyźnie.

## Ordery i odznaczenia
- Złoty Krzyż Zasługi (10 listopada 1933)[3]